# Anton Bemetzrieder

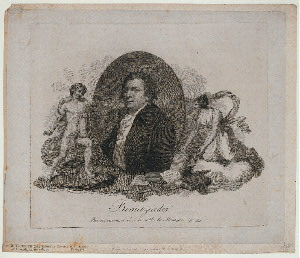
Antoine Bemetzrieder, als Kupferstich von Daniel Orme (1766 bis zirka 1832) aus dem Jahre 1796.

Anton Bemetzrieder, auch Antoine Bemetzrieder (* 26. März 1739 in Dauendorf, Elsaß; † 1817 in London), war ein französischer Musiktheoretiker, Komponist, Musikpädagoge  und Autor.

## Leben und Wirken
Seine erste schulische und auch musikalische Ausbildung erhielt er in einem Benediktiner-Kloster, Ordre de Saint-Benoît. Er studierte in Straßburg und promovierte im Jahre 1760 in Philosophie und im Jahre 1762 in der Jurisprudenz. Im Jahre 1766 zog Bemetzrieder nach Paris und begann mit dem Studium der Musik. Später gab er dann auch Musikunterricht.
Er wurde von Denis Diderot im November des Jahres 1769 für den Cembalo-Unterricht seiner Tochter Marie-Angélique Diderot (1753 bis 1824) engagiert. Sie fand im übrigen Eingang als eine von drei Hauptpersonen seines musikalischen Lehrwerkes, den Leçons de Clavecin, et Principes d’Harmonie aus dem Jahre 1771. Seine Theorie zur Harmonie- und Generalbasslehre war aufgebaut auf die Überlegungen zur Akustik und Mathematik und auf den Arbeiten von Jean-Philippe Rameau.
Sein erstes Buch über den Cembalo-Unterricht und die Prinzipien der Harmonie war ein großer Erfolg. Diderot traf auch mit Charles Burney zusammen und dieser wahrscheinlich auch mit Bemetzrieder, der sein Werk für den Cembalo-Unterricht seiner Tochter verwenden wollte.
Die Auseinandersetzung mit Diderot gab wahrscheinlich dem pädagogischen Werk seine interaktive Form. Bemetzrieder veröffentlichte noch weitere pädagogische Arbeiten bis zu seinem Ausscheiden aus dem aktiven Musikleben in London im Jahre 1781. Seine Spur in England verliert sich in seinen letzten Jahren.

## Werke
- Leçons de clavecin et principes d′harmonie. Chez Bluet, Paris 1771. Avec une large collaboration de Denis Diderot (Digitalisat in der Google-Buchsuche). Faksimile Edition bei Phénix éditions 2001, ISBN 2-7458-0856-7.
- Nouvel essai sur l’harmonie, suite du Traité de musique. Paris 1779 (Digitalisat in der Google-Buchsuche). Neuauflage: Kessinger Publishing, 2010, ISBN 978-1-160-21448-3.
- Lettre (…) à M. le baron de S*** concernant les dièzes et les bémols. Paris 1773.
- The art of modulating illustrated in one grand lesson and two preludes for the pianoforte, harpsichord or organ. T. Skillern, London 1796.
- Humble petition of Sophia, Frances, & Louisa B*** to the Honourable Chiefs of the three musical armies who guard the vineyard in England with the answer. London 1786.
- Précis d'une nouvelle méthode de musique. London 1782.
- Opera 7ma (sic) being a specimen of composition useful to the performer and singer and very curious for a composer. 1790.
- Twelve lessons for the piano forte. 1802.
- The Abcd of music : a lesson for the organ, harpsichord or piano-forte. London 1787.